# 宋希堯
宋希堯（1552年—1582年），字淑中，號欽所，江西袁州府分宜縣人，民籍，明朝政治人物。

## 生平
萬曆元年（1573年）癸酉科江西鄉試第五十九名舉人，五年（1577年）丁丑科會試第十八名，登二甲第一名進士。授刑部，未幾稱病歸。越歲出補工部營繕司，專管京倉，因過勞而卒。

## 家族
曾祖宋尚質；祖父宋祐；父宋德。母彭氏。具慶下。弟宋希夔。